# Aporia tayiensis
Aporia tayiensis is een vlindersoort uit de familie van de Pieridae (witjes), onderfamilie Pierinae.
Aporia tayiensis werd in 1995 beschreven door Yoshino.